# ドミティッラ・ダミーコ
ドミティッラ・ダミーコ（Domitilla D'Amico, 1982年9月5日 - ）は、イタリアの声優。ローマ・トル・ヴェルガータ大学卒業。

## 略歴
4歳の頃から芸能界デビューを果たし、洗剤会社のCMに出演する。8歳の頃、フェデリコ・フェリーニが監修した「ボイス・オブ・ムーン」で声優デビューを果たした。

## 出演作品
※太字はメインキャラクター

### 国内アニメ
- 涼宮ハルヒの憂鬱（涼宮ハルヒ[1]）
- コードギアス 反逆のルルーシュ（カレン・シュタットフェルト（紅月カレン）[1]）
  - コードギアス 反逆のルルーシュR2（カレン・シュタットフェルト（紅月カレン））
- NANA (芹澤レイラ)
- ソニックX (ルージュ・ザ・バット))
- PSYCHO-PASS サイコパス (六合塚弥生)
- キャプテン翼 (青葉弥生)
- 美少女戦士セーラームーンCrystal (クィーン・セレニティ)
- 真・女神転生デビチル (妲己)
- 魔法陣グルグル (ミグ)
- 天地無用! (柾木砂沙美)
- 新世紀エヴァンゲリオン (惣流・アスカ・ラングレー)

### 海外アニメ
- アメリカン・ダッド (デビー・ハイマン)
- リセス 〜ぼくらの休み時間〜 (アシュリー・スピネリ)
- ドックはおもちゃドクター (ベラ)
- ハズビン・ホテル (セラ)

### 劇場アニメ
- アーサーとふたつの世界の決戦 (セレニア)
- レミーのおいしいレストラン (コレット)
- ハッピー・フィート (グロリア)
- 魔女の宅急便 (キキ、ウルスラ)
- プリンセスと魔法のキス (ティアナ)
- シュガーラッシュ (同上)

### ゲーム
- DEATH STRANDING (フラジャイル(レア・セドゥ演))